# Arenaria rockii
Arenaria rockii är en nejlikväxtart som först beskrevs av Michael Pakenham Edgeworth och Hook. f., och fick sitt nu gällande namn av Friedrich Ludwig Diels. Arenaria rockii ingår i släktet narvar, och familjen nejlikväxter. Inga underarter finns listade i Catalogue of Life.